# James Thomas Milton Anderson
Pour les articles homonymes, voir James Anderson et Anderson.
James Thomas Milton Anderson (né le 23 juillet 1878 et décédé le 29 décembre 1946) était le cinquième Premier ministre de la Saskatchewan au Canada et le premier conservateur à occuper ce poste. Il appartenait à la franc-maçonnerie.